# Björkvattnet (Kalls socken, Jämtland, 708282-137599)
Björkvattnet är en sjö i Åre kommun i Jämtland och ingår i Indalsälvens huvudavrinningsområde. Sjön har en area på 0,954 kvadratkilometer och ligger 686,2 meter över havet.

## Delavrinningsområde
Björkvattnet ingår i det delavrinningsområde (708255-137451) som SMHI kallar för Utloppet av Björkvattnet. Medelhöjden är 779 meter över havet och ytan är 8,52 kvadratkilometer. Räknas de 2 avrinningsområdena uppströms in blir den ackumulerade arean 14,14 kvadratkilometer. Vattendraget som avvattnar avrinningsområdet har biflödesordning 3, vilket innebär att vattnet flödar genom totalt 3 vattendrag innan det når havet efter 310 kilometer. Avrinningsområdet består mestadels av skog (25 procent) och kalfjäll (63 procent). Avrinningsområdet har 1 kvadratkilometer vattenytor vilket ger det en sjöprocent på 11,7 procent.